# ダヴィデの勝利 (マンフレディ)
『ダヴィデの勝利』（ダヴィデのしょうり、仏: Le Triomphe de David、英: The Triumph of David）は、17世紀イタリア・バロック期の画家バルトロメオ・マンフレディが1615年ごろにキャンバス上に油彩で制作した絵画である。絵画の初期の来歴は知られておらず、1920年以降の歴史のみがわかっている。1989年のニューヨークの競売ではニコラ・トゥルニエの作品として売却された。その後、パリの競売を経て、1990年以来パリのルーヴル美術館に所蔵されている。

## 作品
マンフレディは最も忠実なカラヴァッジェスキ (カラヴァッジョの追随者) である。彼は教会関係以外の顧客のために絵画を制作していたらしいが、確実に彼の真作と見なされるものは20点に満たない。本作はそのうちの1点であり、最もカラヴァッジョ的な作品である。
『旧約聖書』中の『サムエル記上』 (17章12-58) によれば、若き羊飼いのダヴィデは竪琴の名手であるだけでなく、勇敢な戦士でもあった。ある時、ダヴィデはペリシテ人との戦いで身の丈3メートルもある大男ゴリアテを額への投石の一撃だけで即死させ、彼の首を斬り落とした。これによりペリシテ人は敗走し、ダヴィデは人々の称賛を浴びて、やがて優れた軍事指導者、そしてイスラエルの王となる。
本作に描かれているのは、ゴリアテに対する勝利の後に凱旋するダヴィデの姿である。青年ダヴィデはゴリアテの頭部を左手に持ち、右手に頭部を切断するのに用いた剣を携えている。彼はシストラムを打ち鳴らす女楽士を伴い、エルサレムに凱旋する。ダヴィデはイエス・キリスト直系の先祖であり、彼のゴリアテに対する勝利はキリストのサタンに対する勝利、彼の凱旋は受難の前にエルサレムに入城するキリストの予型であるとされる。
この絵画はゴリアテの頭部や女楽士の手などの美しいモティーフを持ち、明暗のコントラストを際立させる照明によって浮かび上がった、ほとんど幾何学的ともいえる形態と色遣いにより洗練された作品となっている。